# Tunnels (boek)
Tunnels is een zesdelige reeks fantasyboeken. De reeks wordt geschreven door Roderick Gordon en Brian Williams.

## Achtergrond
De oorspronkelijke titel van het boek Tunnels was The Highfield Mole en was een zelfgepubliceerd boek dat eind maart 2005 werd verkocht door de auteurs zelf. Er werden zo'n 2500 exemplaren van gedrukt en in november van dat jaar tekende Barry Cunningham van Chicken House een contract met de twee auteurs om hun boeken te laten herpubliceren. Veel mensen, waaronder Barry Cunningham, waren ervan overtuigd dat de serie de "nieuwe Harry Potter" zou gaan worden.
Op 3 juli 2007 publiceerde Chicken House het boek onder een nieuwe titel: Tunnels. Het boek was meteen een bestseller en werd aan meer dan 40 uitgeverijen over de hele wereld verkocht. In Amerika bereikte het boek in een mum van tijd de zesde plaats op de New York Times-bestsellerslijst. Ook in België, Nederland, Roemenië, Frankrijk en Engeland was het een succes.
Op 28 februari 2013 maakte Relativity Media bekend dat Mikael Håfström een film van het boek zou regisseren. Deze zou verder vooral door een groep Amerikaanse filmmakers gemaakt worden.

## Inhoud
Wanneer Will Burrows en zijn vriend Chester Rawls Wills vader gaan zoeken, komen ze achter een geheim. Kilometers onder hun huizen ligt een oude beschaving: een stad, mensen. Maar ze komen erachter dat hun avontuur daar nog niet ophoudt - integendeel. De Styx - een soort agenten - willen een virus op de mensen loslaten zodat zij terug naar Bovengrond kunnen gaan en de macht overnemen. Maar Will moet dit voorkomen. Op de zoektocht naar zijn vader komen hij en Chester achter nog meer geheimen. Ze gaan nog dieper de aarde in en ontmoeten mensen die hen willen helpen. Maar de Styx zijn nooit ver weg....

## Boeken
| Nederlandse titel   | Engelse titel     | Verschenen | Speelt zich vooral af in...    |
| ------------------- | ----------------- | ---------- | ------------------------------ |
| Tunnels (deel 1)    | Tunnels (part 1)  | 2008       | Kolonie, Bovengrond            |
| Dieper (deel 2)     | Deeper (part 2)   | 2009       | Onderdiep, Kolonie, Bovengrond |
| Vrije Val (deel 3)  | Freefall (part 3) | 2010       | Overal                         |
| Dichtbij (deel 4)   | Closer (part 4)   | 2011       | Overal                         |
| Draaikolk (deel 5)  | Spiral (part 5)   | 2012       | Overal                         |
| Bestemming (deel 6) | Terminal (part 6) | 2013       | Overal                         |

### Boek 1:Tunnels
Will Burrows lijkt niet op zijn overige familieleden: zijn moeder zit heel de dag voor de tv. Met zijn zus Rebecca kan hij niet goed overweg. Zij doet ook al het huishouden. Ook in zijn vader herken je Will niet: hun enige overeenkomst is hun passie voor archeologie. Op een dag verdwijnt wills vader op een mysterieuze wijze. Samen met zijn vriend Chester Rawls gaat Will op onderzoek uit. Dat brengt hen uiteindelijk onder Highfield, dicht bij Londen, waar al eeuwen een rare beschaving zit. De meeste mensen die er wonen hebben nog nooit de zon gezien. Maar terwijl hij zoekt naar zijn vader, begrijpt Will dat dat niet makkelijk zal zijn. De Styx, een wrede groep "politieagenten", zitten hem achterna: Will is een Bovengronder, en Bovengronders mogen daar niet komen. Ook komt hij te weten dat zijn familie niet zijn echte familie is, want die woont in de Kolonie.

### Boek 2:Dieper
Will Burrows is, samen met zijn vriend Chester, broer Cal en diens kat Bartleby, nog steeds op zoek naar zijn vader, doctor Burrows. Maar daarvoor moeten ze nóg dieper de aarde in gaan: van de Kolonie naar het Onderdiep. Maar ze moeten zich haasten: ze hebben nog geen spoor van zijn vader gevonden, en worden opgejaagd door de Styx, die behalve zijn broer al zijn hele familie vermoord hebben. Ze komen achter een vreselijk geheim van de Styx - een geheim dat het einde kan betekenen voor de Bovengronders... Allemaal... En hoewel ze nieuwe bondgenoten vinden, nieuwe rebellen, lijkt overleven nog moeilijker dan in de Kolonie... Dieper en dieper de aarde in gaan ze... Allemaal...
Ondertussen in Bovengrond, is Mevrouw Burrows in een tehuis gestoken. Bovendien zoekt een zekere Sarah Jerome contact met haar. Maar ook daar is het opletten: misleidingen zijn van alledag

### Boek 3:Vrije val
Chester, Will en Elliott zijn in de Porie gevallen. En hier lijkt overleven nog moeilijker: ontzettend grote spinnen en vliegende dieren zitten hen achterna. Voor Will gaat het slechter dan ooit: zijn broer Cal is nu ook vermoord. En Elliot is bewusteloos. En ook hier komt er een nieuwe bondgenote op de proppen. Nu nog Wills vader vinden, die ook de Porie is ingedoken (onvrijwillig). Sarah Jerome is ook gestorven.
Mevrouw Burrows is, hoe onwaarschijnlijk ook, van haar televisieverslaving verlost. Ze begint uit te zoeken wat er met haar man, zoon en dochter gebeurd is.
Drake is ondertussen terug Bovengronds gegaan, om mensen in de gaten te houden. En ervoor te zorgen dat Dominatie niet onder de Bovengronders verspreid raakt.
En dan, wonder boven wonder, komt er voor degene die in de buurt van de Zeven Zusters zitten, toch nog een lichtpuntje in de zaak. Maar alles gaat niet van een leien dakje...

### Boek 4:Dichtbij
In het boek wordt vermeld dat het 6 maanden geleden is sinds Will, Cal en Chester zijn ontsnapt uit de Kolonie, en er kan dus aangenomen worden dat de volledige serie zich tot dan toe afgespeeld heeft over een periode van 9 maanden.
Will, Elliott en Dr. Burrows zitten in het binnenste van de Aarde, in een wereld waar niemand weet van heeft. En ze zitten in de problemen. De Styx - en dan vooral een nogal beangstigende tweeling - zitten hen op de hielen. Zal het Will lukken om aan hen te ontsnappen, zonder er het leven bij in te schieten? Chester en Martha zijn in Bovengrond aangekomen. Chester wil nu graag naar zijn ouders. Maar dan blijkt dat niet alles gaat zoals hij gewild had...
Ondertussen begint Drake - met hulp van de meest onwaarschijnlijke helpers - aan een plan om van Bovengrond de Styx te bestrijden. Maar zal dit plan hen tot de overwinning brengen, of tot de dood?
In de Kolonie lukt het Mevr. Burrows om zowat onmogelijke acties uit te voeren.

### Boek 5:Draaikolk
De Styx zijn in Bovengrond aangeland - en ze hebben hun vrouwen meegebracht. Die zijn daar om zich voort te planten op een bijzondere manier. De mensen worden gevangen. Daarna brengen de vrouwelijke Styx hun eieren in het lichaam van de mens in, waar de larven dan uitkomen - en hun "gastheer" van binnenuit verteren. De enigen die van deze unieke strategie op de hoogte zijn, zijn Will en diens vrienden. In het huis van Parry, Drake's vader, beseft iedereen dat er iets gedaan moet worden - en snel ook! Ze besluiten dan ook om de Styx te stoppen.

### Boek 6:Bestemming
Niets houdt de Styx nog tegen: de Armagi bestaat en is ontdekt door de Rebecca's. De Styx maken er dan ook goed gebruik van. Het gevolg is dat Engeland een slagveld wordt en de Styx steeds meer macht grijpen. Als er niet snel iets wordt ondernomen, zijn alle mensen uitgeroeid en heersen de Witnekken nu definitief Damian over de hele planeet. Maar er is hoop: de rebellen zijn nog niet verslagen. Niemand heeft een idee of Drake de duizelingwekkende val met Rebecca heeft overleefd maar ze moeten op eigen houtje verder. Elliott en Will, nu geliefden, vinden in de Tuin van de Tweede Zon tot hun verbazing een verbijsterend geheim. De oude pyramides herbergen iets... maar wat? Het lijkt erop dat met dit wapen de ultieme strijd tegen de Styx kan plaatsvinden. Aan de Terminal komt alles tot een einde...

## Personages
In de Tunnels-serie kan men alle personages gemakkelijk in "goed" en "kwaad" indelen. De boeken zijn één verhaal en gaan zonder tussentijd van het éne boek over in het andere. Dat betekent dat degenen die bij "de goeden" horen in het eerste boek, ook nog "de goeden" zijn in het laatste. Dit geldt ook voor "de slechten".
Notitie: Alle beschrijvingen zijn aangepast aan het einde van Draaikolk.

### VanafTunnels
1 - Will Burrows: Will is de hoofdpersoon in de boeken. Hij is geïnteresseerd in archeologie en paleontologie. Will is een albino, aangezien hij in de Kolonie is geboren. Hij is dan naar Highfield gebracht en door de Burrows geadopteerd. Hij ziet zijn hele familie voor zijn ogen sterven. De enigen die hij nog heeft zijn zijn pleegouders, de kat, en zijn vrienden. Hij heeft twee namaakzussen, tegen wie hij wrok koestert. De relatie met zijn pleegvader is echter achteruitgegaan. Drake heeft gedeeltelijk diens plaats ingenomen. Op het einde van Boek 3 lijkt het erop dat Will zich aangetrokken voelt tot Elliott. Hoewel ze later nog flinke ruzies hebben, blijft die verbinding tussen hen bestaan. In het vierde boek wordt duidelijk dat hij jaloers is op Chester omdat Elliot (volgens hem) liever Chesters gezelschap verkiest boven het zijne. Op het einde van Draaikolk, in de Tuin van de Tweede Zon, krijgen Elliott en hij een verhouding. Hij sluit zich in boek vier aan bij Drake, nadat hij in Bovengrond is aangekomen. Het enige "familielid" dat hij nog heeft, is zijn pleegmoeder Celia Burrows.
2 - Chester Rawls: Chester is de beste vriend van Will. Hij helpt hem op de zoektocht naar zijn vader. Chester heeft een lange tijd in de Bunker gezeten, en is daardoor wat verward. Hij kan niet goed overweg met Wills broer, Cal. Hij mist zijn ouders heel erg, en wil terug naar boven. Op het einde van Vrije Val vertrekt hij ook. Wanneer hij in Bovengrond aankomt, wordt hij door Martha gevangengenomen. Drake bevrijdt hem en Chester sluit zich bij hem aan. Door de gebeurtenissen die in Draaikolk gebeuren, lijkt het erop dat Chester zich aangetrokken voelt tot Stephanie. Chester blijft Bovengronds.
3 - Roger Burrows: Roger "Doctor" Burrows is de man die de weg ontdekt naar de Kolonie. Will en Chester zoeken hem. Hij heeft een steen gevonden die hij de "Steen van doctor Burrows" noemt. Daarmee kan hij tabletten ontcijferen. Wanneer Will en hij herenigd worden, blijkt dat zijn vader moeilijk te overtuigen is dat de Styx slecht zijn en dat Drake te vertrouwen is. Dat zorgt voor een breuk tussen hen. In het vierde boek wordt hij vermoord door de Rebecca's.
4 - Celia Burrows: In Tunnels en Dieper speelt Celia Burrows geen echt belangrijke rol. Ze heeft een tv-verslaving, en gaan in Boek 2 naar een tehuis, waar ze in contact komt met Sarah Jerome. In Vrije Val echter, gaat ze daar weg, gaat sporten en krijgt een baan. Ze komt - zonder het te weten - in aanraking met de Styx. Later helpt ze Drake om tegen hen te strijden. In de Kolonie blijkt dat ze een zeer sterke geest heeft en tot bijna onmogelijke dingen in staat is. Door de Duisterbelichting is ze blind geworden, maar ze heeft daar een extra zintuig voor in de plaats gekregen: Celia kan nu ontzettend goed ruiken en dat zorgt ervoor dat ze zich steeds van haar omgeving bewust is. Ze kan ook haar lichaam controleren - Celia kan haar hartslag en ademhaling versnellen en vertragen, zweten als ze dat wil, en nog veel meer. Ze sluit zich bij Drake aan.
5 - Caleb "Cal" Jerome: Caleb, of korter, Cal is de 12-jarige broer van Will (of Seth). Hij komt Will ook uit de Bunker halen. Hij vergezelt Will en Chester later mee naar het Onderdiep. Met Chester heeft hij bijna de hele tijd ruzie. Hij wordt op het einde van Dieper vermoord door de Styx, en valt samen met Will, Chester en Elliott de Porie in.
6 - Tam Macaulay: Oom Tam is, samen met twee vrienden, een rebel in de Kolonie. Hij helpt Will twee keer terug naar boven te gaan. Hij wordt op het einde van Tunnels samen met zijn vrienden vermoord door de Styx. Zo heeft hij ervoor gezorgd dat Will, Cal en Chester nog op de trein naar het Onderdiep konden.
7 - Bartleby: Bartleby, of gewoon Bart genoemd, is de kat van Cal. Hij volgt Will, Elliott en Doctor Burrows helemaal tot in de Tuin van de Tweede Zon. Bartleby is een van de weinige katten die men "Jagers" noemt. De soort is bijna uitgestorven. Hun naam hebben ze gekregen omdat ze ontzettend groot zijn (in Bovengrond wordt Bart verward met een hond) en ook omdat ze heel vals en gevaarlijk kunnen zijn - en Bart is geen uitzondering. Tot Wills grote verdriet sterft de kat in boek 5 - hij wordt gedood door een Ruimer.

### VanafDieper
8 - Drake: Drake is een van de rebellen waarmee Will kennis maakt in het Onderdiep. Mettertijd worden ze ook vrienden. Drake komt eigenlijk van Bovengrond. Doctor Burrows vertrouwt hem absoluut niet. Hij heeft gezien dat Sarah Jerome gestorven is. Samen met Mevrouw Burrows probeert Drake de Styx om de tuin te leiden. Hij ontmoet Elliott's vader en gaat samen met hem de strijd aan tegen de Styx. In het vierde boek komen we wat te weten over zijn verleden. Dan speelt ook zijn vader mee. Op het einde heeft zich één grote groep gevormd, die bestaat uit Will, Elliott, Chester, Dhr. Rawls, Mevr. Burrows, Drake's vader en hijzelf. Hij wordt door de Styx beschreven als "de leider van de rebellen". Dit blijft echter niet duren, want wanneer hij, Elliott en Will terug naar het binnenste van de aarde afzakken, worden ze overvallen door de Rebecca-tweeling. Drake sleurt een van hen mee de diepte in en het is in boek onbekend of de man dit heeft overleefd. In boek 6 blijkt hij nog te leven.
9 - Elliott: Elliott is de andere rebel in Dieper. Hoewel Will een grote ruzie met haar heeft gehad, heeft ze hem dat wel vergeven. Nadat ze in de Porie is gevallen, is ze dagenlang bewusteloos en ziek. Met de medicijnen uit het metalen schip komt ze er terug bovenop. Later volgt ze Will naar beneden, waar ze op de duikboot terechtkomen. Als Will later de flesjes van de Rebecca's steelt, geeft ze hem een kus op zijn wang. In het derde boek blijkt ook dat ze half Styx is. Het lijkt erop dat ze verliefd is op Will - zoals Drake al insinueerde - en op het einde van boek vijf begint ze een relatie met hem. In het vierde boek krijgt ze een belangrijk rol toebedeeld wanneer ze het vaccin tegen Dominatie inslikt. Later sluit ze zich bij Drake aan.
10 - Rebecca-tweeling: Rebecca 1 en Rebecca 2 spelen al wel mee in Boek 1, maar dan weet nog niemand dat ze eigenlijk met twee zijn: een tweeling. Ze worden aangesproken met "Rebecca 1", Rebecca 2", "de Rebecca's" en "de Rebecca-tweeling". Hun vader is een Styx - vermoord in Boek 1. Hij had als bijnaam "de Kleefzwam". De Rebecca's willen zich wreken op Will omdat hij een rebel is geworden en verantwoordelijk is voor de dood van hun vader. Ze kunnen goed toneel spelen. Op het einde van Vrije Val worden ze opgesloten in een soort grot.
11 - Sarah Jerome: Sarah is de biologische moeder van Will en Cal. Ze zoekt contact met Mevrouw Burrows, om erachter te komen wat er met haar zoon is gebeurd. Ze wordt echter om de tuin geleid door de Styx. Later werpt ze zich in de Porie en sleurt de Rebecca's met zich mee. Ze raakt terug naar boven en wordt vermoord door de Styx.

### VanafVrije Val
12 - Martha: Martha is het enige personage dat erbij komt in Vrije Val - zonder de Aapspinnen en Schijners mee te tellen. Ze eet ook aapspinnen. Haar zoon Nathaniel is gestorven in het gebied van de Zeven Zusters. Daarom wil ze Will en Chester bij zich houden. Ze leert de jongens hoe je daar moet overleven. Later vertrekt ze met Chester naar boven, omdat ze hem niet achter wil laten. Ze is echter niet zo onschuldig als ze lijkt. Martha raakt gewond door een Schijner, die haar is gevolgd naar Bovengrond.

### VanafDichtbij
13 - Dhr. en Mevr. Rawls: Dit zijn de ouders van Chester. Hoewel het er in het begin op lijkt dat ze een onbelangrijke rol spelen, wordt die rol toch innemend in het verhaal. Ze zijn beiden Duisterbelicht en herkennen daarom eerst hun zoon niet. Maar dat kan Drake gelukkig ongedaan maken. Chesters ouders sluiten zich aan bij Drake: Mevr. Rawls speelt het spelletje dat de Styx met haar spelen mee - op orders van Drake doet ze alsof het Duistere Licht haar nog steeds in zijn macht heeft. Helaas loopt het voor haar niet goed af... Chesters vader daarentegen gaat met Drake en Chester mee om de Styx te bevechten.
14 - Edward "Eddie" Green: Een goede Styx - daar lijkt het toch op in het begin. Hij helpt Drake om een aantal acties uit te voeren tegen zijn eigen volk, maar later komt de rebel erachter dat Eddie niet zo onschuldig is als hij leek. Green wil ook Bovengrond veroveren, maar geloofd dat dit kan zonder virussen en vaccins. Hij wacht liever tot de mens zichzelf heeft uitgeroeid. Later wordt onthuld dat hij verantwoordelijk was voor de dood van Tam en Sarah. In Draaikolk staat hij dan opeens aan de kant van de rebellen... maar is hij te vertrouwen?
15 - Parry: De vader van Drake. Hij zat vroeger bij de paracommando's en de lessen die hij in het vijfde boek aan Will en Chester oplegt, verschillen dan ook iets dan wat ze op school leerden. Samen met een aantal vreemde vrienden vormt hij een ongewoon team van ex-militairen die er alles voor zullen om de Styx te stoppen...
16 - De Armagi: Een groep roofdieren die geproduceerd zijn door de Styxvrouwen.

## Plaatsen
Het handigste is dat je de richting van de boeken volgt, dat wil zeggen van boven naar beneden.

### Bovengronds (Highfield)
Highfield is een dorp dicht bij London, dat bestaat uit o.a. een woonwijk en het archeologische museum van meneer Burrows, de vader van Will.
Bovengronds kan je het best vergelijken met het gelijkvloers van een appartementsgebouw. Zonder dat de mensen er iets van weten, ligt er een beschaving onder hen. Soms komen de Styx naar boven: zo zaaien de Styx er onheil. In het tweede boek, Dieper, wordt Highfield al vergiftigd door een proef met Dominatie. Er zijn een heleboel doorgangen naar beneden. Er is er ergens in Wales een die leidt naar een atoomschuilkelder bij een ondergrondse rivier.

### de Kolonie
De Kolonie kan vergeleken worden met een kelder die onder het gelijkvloers ligt. En ondanks dat het maar de eerste ondergrondse stop is, ligt de Kolonie toch al kilometers diep onder Highfield. En hier kan je je de vraag stellen of dit nu de minst of meest gevaarlijke plek is om onder de grond te wonen. Het hoofdkwartier van de Styx is hier gevestigd, maar vermoord worden door een van hen gaat misschien toch sneller dat opgegeten worden door vleermuizen, spinnen of Schijners. Je moet hier hard werken en het is ook gevaarlijk werk. En de Styx zijn nooit veraf.

### Onderdiep
Onder de Kolonie, te bereiken met een mijnwerkerstrein, ligt de "tweede kelder": dit is het Onderdiep. Een wereld vol gevaar, waar je je leven niet zeker bent. Je kan vergiftiging oplopen, door de Styx ontdekt worden, die hier ook heersen, en als je aan de verkeerde kant staat word je neergeschoten door de rebellen die hier in kleine groepjes her en der verspreid zitten. Godzijdank dat Will, Chester en Cal net Drake en Elliott hier ontmoeten, en die twee hen helpen. Als vreemdeling overleef je hier niet lang.

### de Zeven Zusters
De Zeven Zusters zijn zeven kilometers diepe gaten onder Engeland, waarvan één de Porie is. In deze gaten groeien veel slijmerige planten die lijken op paddenstoelen. Hier heersen de Styx normaal niet. Hier leven wel vooral aapspinnen en Schijners, die ook gevaarlijk zijn. De zwaartekracht is hier heel laag en ook is het hier heel donker.
Op ongeveer dezelfde hoogte bevindt zich de atoomschuilkelder. Die zorgt voor de verbinding tussen Bovengrond en de Zeven Zusters.
Verder bevinden zich op deze hoogte een oud schip en Matha's hut, waar ook haar zoon Nathaniel begraven ligt.

### de tuin van de Tweede Zon
De tuin van de Tweede Zon is het diepste punt dat Will, Elliott en Dr. Burrows vinden. Hier is de zwaartekracht terug en er is een zon, oerwoud, water en zelfs trappenpiramides die lijken op die van de Maya's. Wanneer Will, Elliott en Burrows hier aankomen, lijkt het erop dat deze plek verlaten is. De hanger die Will kreeg van zijn oom Tam, heeft een verband met deze plek - vooral de piramides, waar hetzelfde symbool is terug te vinden. Buiten dat er ook Styxtweelingen en Ruimers rondzwerven, zitten hier nog andere mensen - de ene groep aangeduid door de drie vrienden als "bosmensen", de andere groep zijn de Nieuw-Germanianen, die hier zijn beland tijdens de Tweede Wereldoorlog.